# Kalendarium historii Przemyśla
Kalendarium historii Przemyśla
- pierwsza połowa VI wieku – Na terenie osiedlają się Słowianie.[1]
- VII wiek - VIII wiek  - wyodrębnienie się Lędzian.[2]
- IX wiek – Kontakty z  Państwem Wielkomorawskim.[3] Powołanie łacińskiego biskupa misyjnego.
- 899 – Węgrzy na Zasaniu.[4]
- 930-te - 940-te – Trybutarna zależności od Rusi Kijowskiej.[5]
- 950-te - 981 - w obrębie państwa czeskiego. [6]
- po połowie X wieku - zostaje założony przez Czechów gród na Wzgórzu Zamkowym. [7]
- 981-985 – Włodzimierz Wielki toczy walki o gród i zdobywa go. [8]
- 1018 – Bolesław Chrobry przyłącza Przemyśl do Polski.[9]
- Po 1018 - Wzniesienie w obrębie grodu na Wzgórzu Zamkowym świątyni (w formie rotundy z apsydą) i przylegającego do niej prostokątnego budynku (palatium). [9]
- 1031 – Przemyśl zostaje ponownie zagarnięty przez Ruś Kijowską. Początek osadnictwa żydowskiego w Przemyślu (pierwsze udokumentowane osadnictwo Żydów na ziemiach polskich).[10]
- 1069 – Po zajęciu grodu przez Bolesława Śmiałego staje się on siedzibą monarchy na kilka lat.
- 1086-1344 – Miasto pod panowaniem księstwa halicko-włodzimierskiego, przez krótki okres stolica.
- 1092-1124 - wzniesienie cerkwi Wołodara w obrębie grodu na Wzgórzu Zamkowym.[11]
- 1344 – Król Kazimierz III Wielki przyłącza Przemyśl z tzw. Rusią Czerwoną do Polski po śmierci ostatniego władcy ruskiego, Bolesława Jerzego, który zapisał ją w swym testamencie polskiemu władcy.
- 1389 – Miasto otrzymuje nową lokację na prawie niemieckim. Wybudowany zostaje murowany zamek, miasto otoczone wysokim murem z wieżami, powstają nowe kościoły, klasztory, ratusz.
- 25 listopada 1461 – powstanie pierwszego szpitala miejskiego, który został ufundowany przez Andrzeja z Pomorzan właściciela Maćkowic[12].

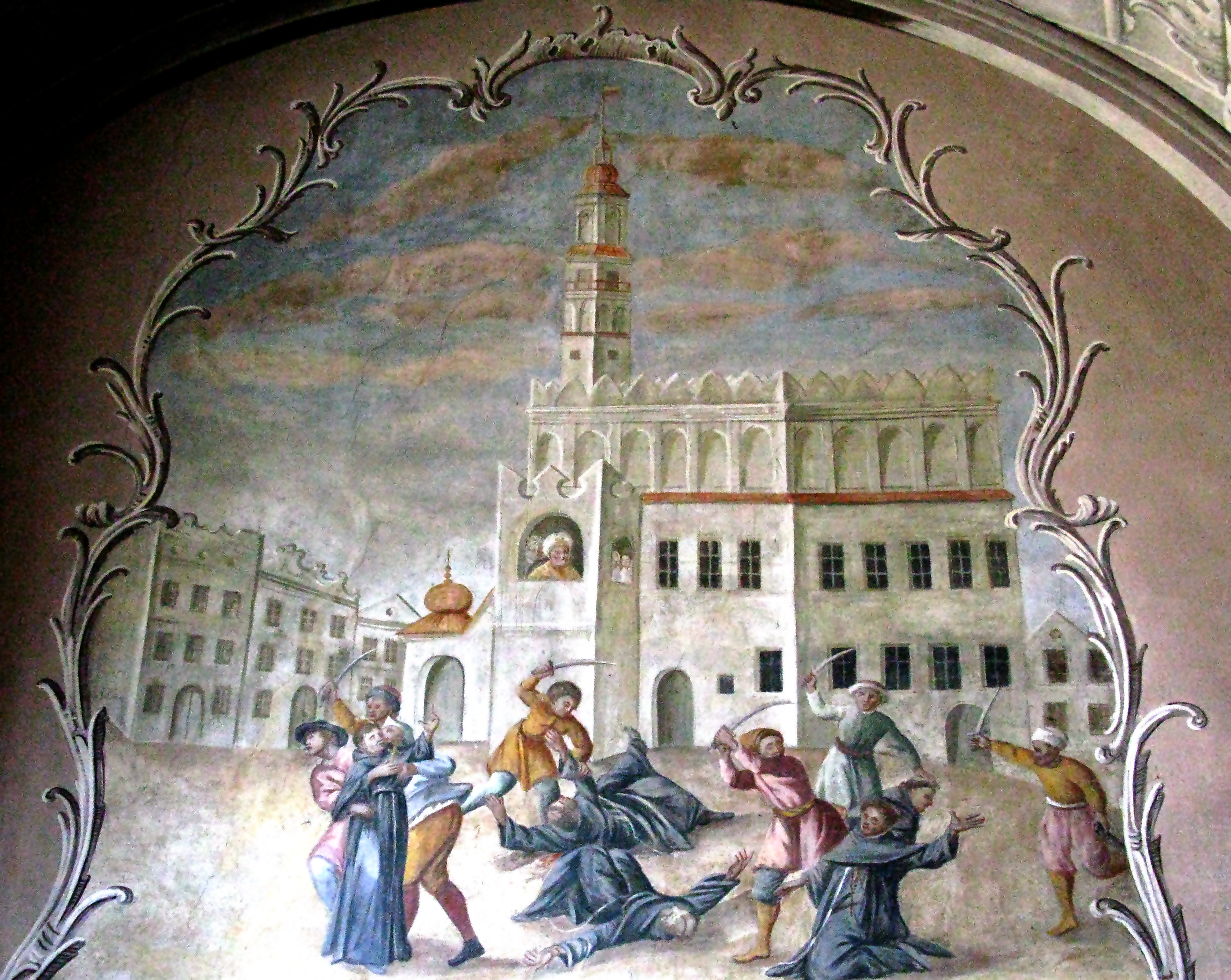
Atak Stefana III na Przemyśl w 1498

- 1498 – Najazd wojewody wołoskiego Stefana Wielkiego, który zdobył miasto i wydał je na łup żołnierzom. Po złupieniu miasta spalono je doszczętnie nie oszczędzając nawet świątyń.

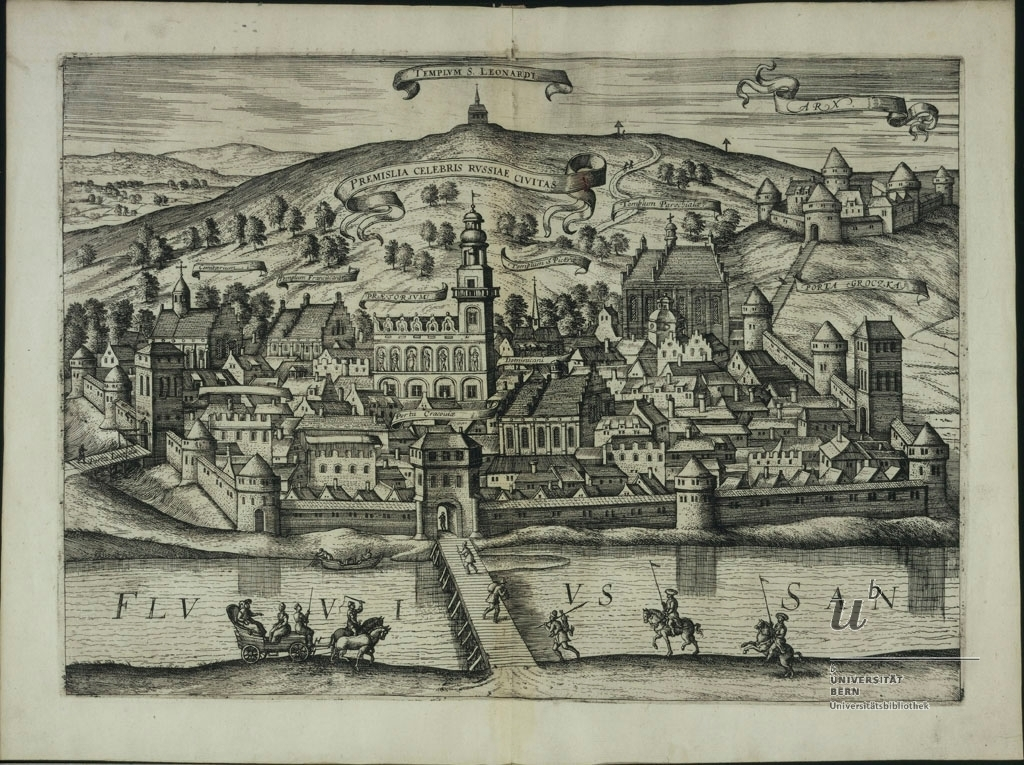
Przemyśl w 1 poł. XVII wieku

- 1614 – Miasto zostało zniszczone przez Kantymira Murzę.
- 1648 – Obległ je pułkownik kozacki Kopystyński, lecz został pobity przez Karola Korniakta z Sośnicy.
- 1656 – Oblegał Przemyśl generał szwedzki Robert Douglas, który ustąpił przed nadciągającymi wojskami hetmana Stefana Czarnieckiego - punkt zwrotny w potopie szwedzkim, od tego wydarzenia liczy się odwrót wojsk szwedzkich z Rzeczypospolitej.
- 1657 – Miasto odpiera najazd wojsk siedmiogrodzkich Jerzego Rakoczego, według legendy wystawiając relikwie jednego z lokalnych świętych w procesji, która wyszła naprzeciw najeźdźcom.
- 1667 – została uruchomiona poczta publiczna ze stałym połączeniem z Krakowem, Lwowem i Lublinem.
- 1670 – Miasto fortyfikował Andrzej Maksymilian Fredro h. Bończa (ok. 1620-1679)
- 1672 – Okolice Przemyśla spustoszyli Tatarzy, których pod Kormanicami pobili mieszczanie przemyscy pod wodzą gwardiana reformatów o. Krystyna Szykowskiego.
- 1692 – powstanie greckokatolickiej eparchii przemyskiej.
- 1754 – Adam Klein założył pierwszą drukarnię w Przemyślu[13].
- 1756–1764 - Stanisław August Poniatowski pełnił funkcję starosty przemyskiego.
- 1772 – Miasto w wyniku I rozbioru trafia w posiadanie Austrii – następuje proces upadku miasta i stagnacji trwającej do czasu autonomii Galicji i budowy Twierdzy Przemyśl.
- 1778–1787 – miasto było prywatną własnością hrabiego Ignacego Cetnera[14].
- 1790 – ukazało się czasopismo Zabawki literatów w kompanii pożytecznie bawiących się[12].
- 1816 – powstanie Towarzystwa Duchownych - pierwszego ukraińskiego stowarzyszenia oświatowego w Galicji.
- 1825 – powstała pierwsza księgarnia w Przemyślu założona przez Karola Fryderyka Wenzla[12].
- 1833–1840 – ukazywało się pismo teologiczne Przyjaciel chrześcijańskiej prawdy[12].
- 1846 – powstałą księgarnia Jana Jelenia[12].

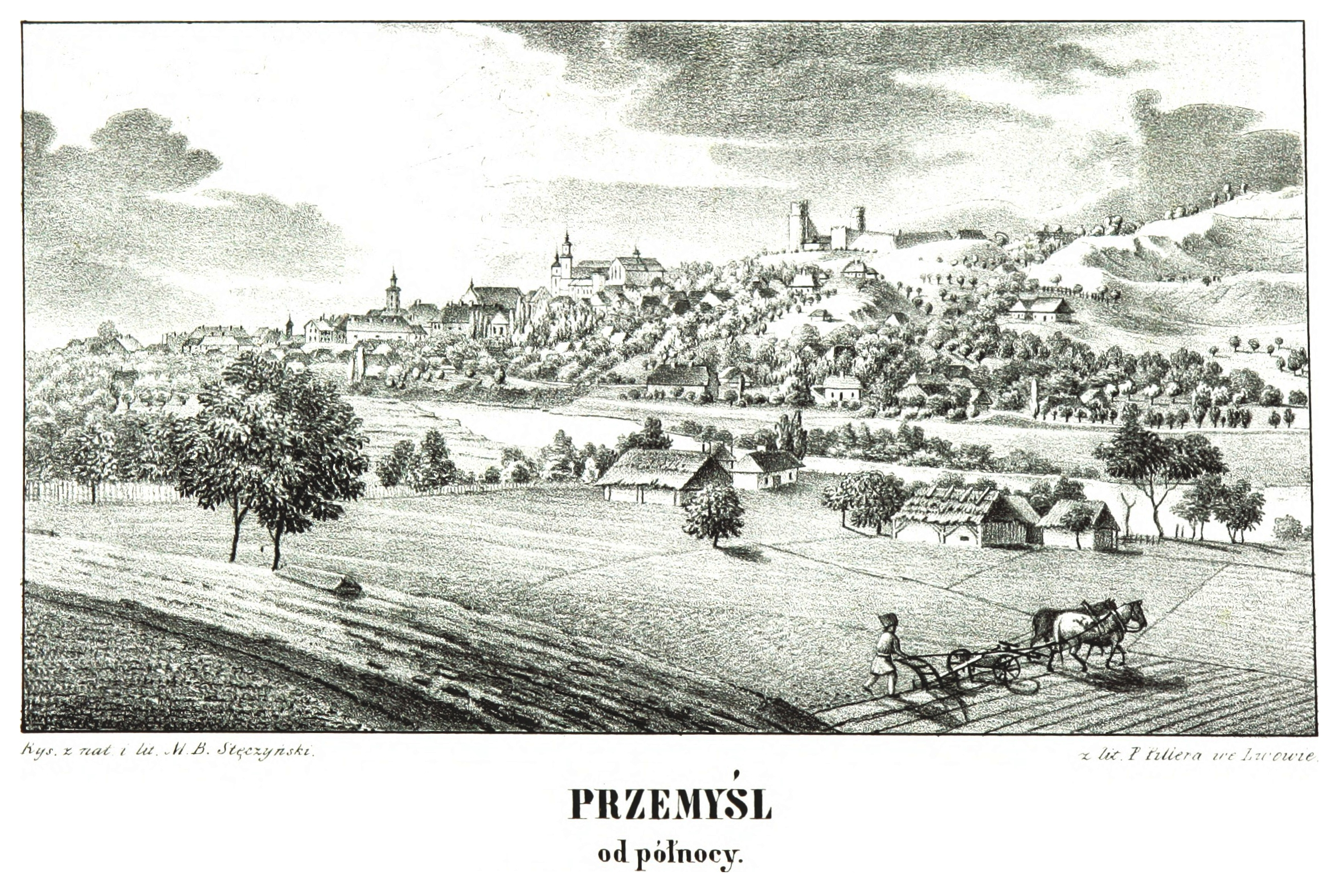
Przemyśl w 1847

- 1855 – założenie cmentarza głównego[15].
- 1857 – Kazimierz Józef Turowski zaczyna wydawać pismo literackie Prawda, ukazały się tylko 3 numery[12].
- 1862–1865 – działała drukarnia Michała Dzikowskiego[12].
- 1869 – powstało Towarzystwo Dramatyczne „Fredreum”[16].
- 1873–1881 - Walery Waygart pełni funkcję burmistrza[17].
- 1879–1880 – ukazywał się dwutygodnik Urzędnik[12].
- 1880 – ukazały się Obrazki z najdawniejszych dziejów Przemyśla, Anatola Lewickiego.
- 1 stycznia 1880 – pierwszy numer Nowości[12].
- 5 września 1880 – Franciszek Józef I przybywa do Przemyśla[18].
- 15 stycznia 1881 – pierwszy numer tygodnika Przemyślanin[12].
- 19 lutego 1882 – ukazał się pierwszy numer dwutygodnika Przemysłowiec[12].
- 1883 – odsłonięcie pomnika Jana III Sobieskiego[19], wydanie Monografii Miasta Przemyśla Leopolda Hausera.
- 1887 – oddanie do użytku kompleksu Szpitala Wojskowego[20].
- 29 października 1889 – urodził się Leopold Cehak, generał.
- 1 grudnia 1889 – urodził się Tadeusz Bystrzycki, późniejszy burmistrz miasta.
- 31 marca 1890 – utworzono Towarzystwo dla Upiększania Miasta[21].
- 1908 – zmarł Aleksander Dworski - burmistrz Przemyśla, Czech Wincenty Swoboda zakłada pierwszą wytwórnię fajek[16].
- 1909 – utworzenie Towarzystwa Przyjaciół nauk[22].
- 1910 – powstanie Muzeum Narodowego Ziemi Przemyskiej[22].
- 1913 – ukazał się pierwszy numer "Ziemi Przemyskiej".
- 1914 – Hermann Kusmanek zostaje komendantem Twierdzy Przemyśl.
- 1914-1918 – Ciężkie walki o miasto w związku z ufortyfikowaniem go przez twierdzę (Twierdza Przemyśl).
- 17 września – 10 października 1914 – I oblężenie Twierdzy Przemyśl
- 5 listopada 1914 – 20 marca 1915 – II oblężenie Twierdzy Przemyśl
- 22 marca 1915 – kapitulacja Twierdzy Przemyśl.
- 26 kwietnia 1915 – przybycie cara Mikołaja II.
- 3 czerwca 1915 – wkroczenie wojsk niemieckich oraz austriackich[14].
- czerwiec 1915 – wizyta arcyksięcia Fryderyka Marii Habsburga[23][24].

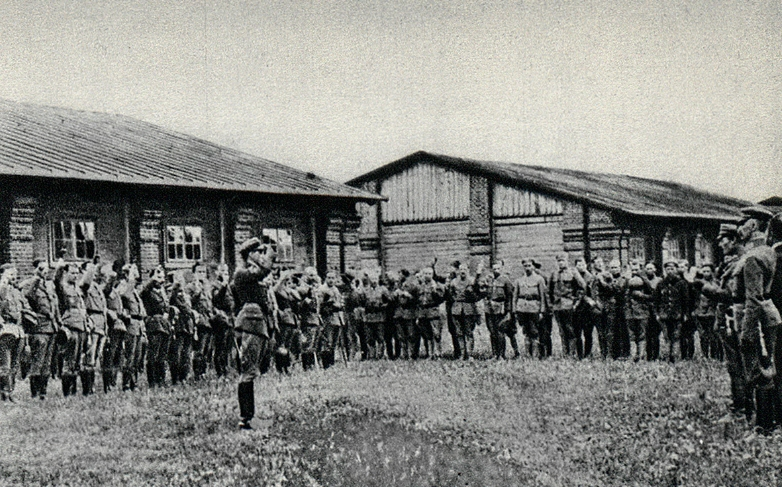
Składanie przysięgi przez oficerów Polskiego Korpusu Posiłkowego w Przemyślu w 1917

- 1917-1921 - w mieście przebywał pisarz Stefan Grabiński[25].
- 1918 – powstał Garnizon Przemyśla[16].
- 1918–1919 – Walki polsko-ukraińskie o miasto (udział Orląt Przemyskich – polskiej młodzieży szkolnej}.
- 1918–1939 – Siedziba powiatu w województwie lwowskim.
- 1921 – ustanowienie odznaczenia Gwiazda Przemyśla.
- 1923 – powstanie spółki KAHAPE (K-Klagsbald, H-Honigwachs, P-Przemyśl)[26].
- 1927 – nazwa spółki KAHAPE zostaje zmieniona na: Fabryka Maszyn i Odlewnia Żelaza „POLNA”[26].
- 1931 – Według spisu powszechnego miasto zamieszkują 62 272 osoby, z czego 39 430 (63,3%) to rzymscy katolicy, 18 376 (29,5%) – Żydzi, 4391 (7%) – grekokatolicy a 85 (0,2%) – przedstawiciele innych orientacji światopoglądowych. Przemyśl jest jednym z największych ośrodków miejskich między Krakowem a Lwowem.

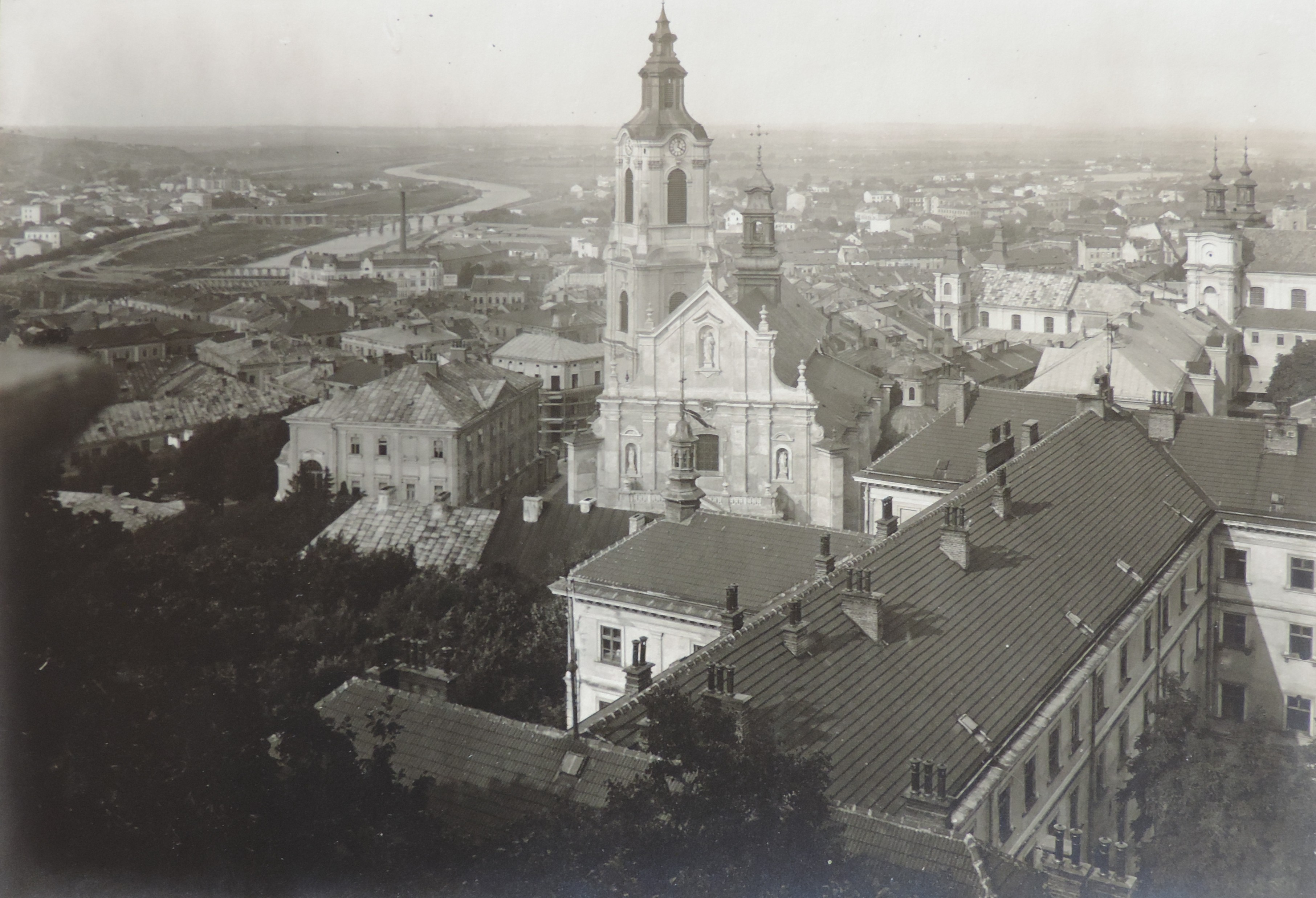
Przemyśl przed 1945

- 1939–1941 – Miasto podzielone wzdłuż Sanu – Zasanie pod okupacją niemiecką, zaś Stare Miasto – pod radziecką.
- 1939 – 16–19 września Niemcy rozstrzelali ok. 600 Żydów
- 1940 – ukraińscy nacjonaliści za aprobatą hitlerowców demontują Pomnik Orląt Przemyskich (odbudowany później nie na Placu Konstytucji, gdzie znajdował się w okresie międzywojennym, lecz nad Sanem). Utworzono getto żydowskie.
- 1941–1944 wymordowanie prawie całej ludności żydowskiej
- 1944 – Armia Czerwona wkracza do miasta przy pomocy Pułków piechoty Armii Krajowej 38 i 39 z Podokręgu Rzeszów ; Istniały plany ulokowania tu siedziby województwa, ale ostatecznie zwyciężyła koncepcja położonego bardziej centralnie, choć znacznie mniejszego Rzeszowa.
- 1944–1947 – W okolicach trwają walki z partyzantką UPA, dochodzi do mordów na polskiej ludności cywilnej.
- 1945–1975 – Siedziba powiatu w województwie rzeszowskim.
- 1 marca 1947 – otwarcie Miejskiej Biblioteki Publicznej[27].
- 1952 – utworzono Przemyskie Zakłady Gastronomiczne[28].
- 1959 – została założona Fabryka Aparatury Elektromechanicznej FANINA S.A.[29]
- 2 października 1963 r. – Władze komunistyczne dążące do osłabienia wpływu Kościoła na młodzież, zdecydowały o usunięciu ze Szkoły Salezjańskiej Organistówki; księży wykładowców i likwidacji placówki. Wywołało to powszechny bunt przemyślan, doszło do starć młodzieży z milicją i ZOMO. Zatrzymano ok. 70 osób, którym wytoczono procesy sądowe.
- 1966 – wybudowano Szkołę Podstawową nr 14, wraz ze Schronem Kierowania Obroną Cywilną.
- 7 listopada 1967 – ukazał się pierwszy numer tygodnika "Życie Przemyskie"[30].
- 9 czerwca 1974 zmiana nazwy stowarzyszenia z Towarzystwa dla Upiększania Miasta na Towarzystwo Przyjaciół Przemyśla i Regionu[21][31].
- 1975–1998 – Stolica województwa przemyskiego.
- 1981 – utworzenie Klubu Obrońców Przemyśla[21].
- 1989 – w październiku obchodzono 600-lecie odnowienia praw miejskich[16].
- 1991 – Odwiedziny Jana Pawła II, papież przekazał wiernym obrządku wschodniego na katedrę ich obrządku dawny kościół jezuitów.
- od 1 stycznia 1999 – Miasto powiatowe (powiat przemyski) w województwie podkarpackim ze stolicą w Rzeszowie.
- 2000 – poświęcenie Krzyża Zawierzenia[32].
- 2002 – powstało Muzeum Twierdzy Przemyśl.
- 2006 – odsłonięcie tablicy Zaułka Wojaka Szwejka[33]. 10.09.2006 – odsłonięcie tablicy upamiętniającej pobyt gen. W. Andersa[21].
- 2007 – odsłonięcie Pomnika Papieża Jana Pawła II[34], odbyła się rekonstrukcja Operacji Barbarossa w Przemyślu[35].
- 2008 – odsłonięcie pomnika Ławeczka Józefa Szwejka w Przemyślu. Utworzono Związek Gmin Fortecznych Twierdzy Przemyśl[36].
- 2009 – odsłonięcie Pomnika w hołdzie żołnierzom Armii Krajowej[37].
- 2012 – oddano do użytku most Bramę Przemyską[38].
- 2015 – otwarto Podziemną Trasę turystyczną.
- 2016 – odsłonięcie Pomnika Zesłańców Sybiru i Ofiar Katynia[39].

## Przynależność państwowa

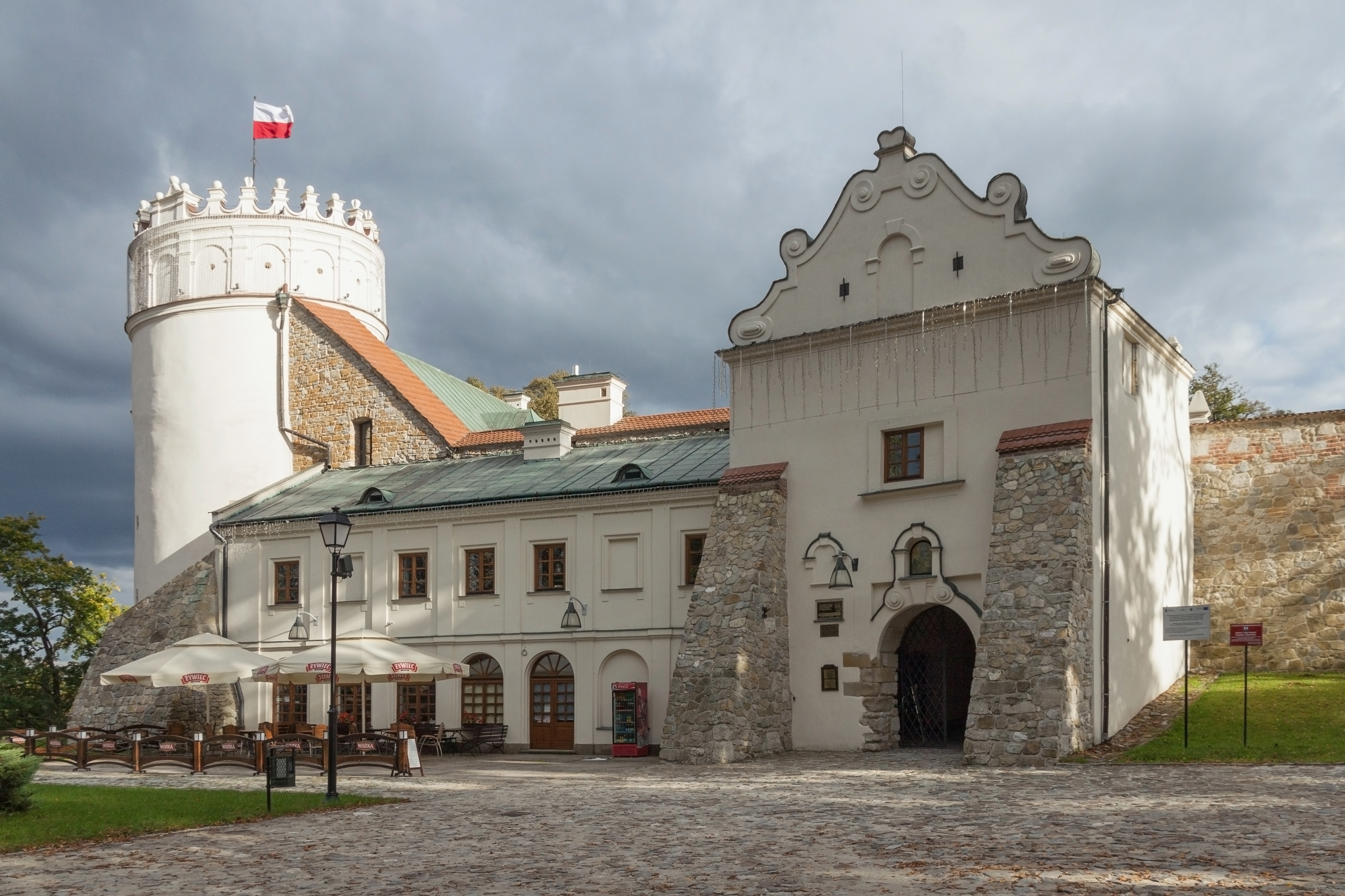
Zamek Kazimierzowski w Przemyślu – siedziba starostów przemyskich za czasów Korony Królestwa Polskiego

Od uzyskania praw miejskich Przemyśl znajdował się pod panowaniem następujących państw:
- 1389–1569 –  Zjednoczone Królestwo Polskie
- 1569–1772 –  I Rzeczpospolita,  Korona Królestwa Polskiego
- 1772–1804 –  Monarchia Habsburgów
- 1804–1867 –  Cesarstwo Austrii
- 1867–1918 –  Austro-Węgry
- 1918–1919 –  Republika Polska
- 1919–1939 –  Polska
- 1939–1941 –  ZSRR,  Ukraińska SRR (okupacja wojenna)
- 1941–1944 –  (okupacja wojenna)
- 1944–1952 –  Rzeczpospolita Polska
- 1952–1989 –  Polska
- od 1990 –  Polska